# 757
757 је била проста година.

## Догађаји
- Википедија:Непознат датум — Владавина династије Абасида у Багдаду.

- Тасило III, војвода од Баварске, признаје супремацију краља Пипина III на скупштини одржаној у Компјењу (Северна Француска), и постаје вазал Франачког краљевства. Он се заклиње Пепину, и обећава своју верност.
- Краљ Алфонсо I умире у Кангасу (савремена Шпанија), после 18-годишње владавине. Наследио га је син Фруела I као владар Астурије.
- Краља Етелбалда од Мерсије убио је сопствени дом у пучу у палати. Накратко га наследи Беорнред, али га, заузврат, збацује Етелбалдов даљи рођак, Офа. У међувремену, Мерсијанска превласт над Јужном Енглеском је изгубљена.
- Град Сијилмаса (модерни Мароко) основали су Микнаса, берберско племе Зената. Они усвајају хариџизам-ислам и оснивају емират Сиџилмаса у северној Сахари. Постаје богати трговачки центар као западна крајња тачка трансахарске трговине.
- Варфајума Бербери и њихови суфритски савезници протерују из јужног Туниса и заузимају Каируан, убивши емира Хабиба Ал-Фихрија и окончавши династију Фихрида. У међувремену, Ибадити које је Ибн Хабиб протерао из Триполија се враћају, окупљени од стране њиховог имама Абу ал-Кхатаба ал-Маафирија у Џебел Нефуси, Ибадити поново заузимају Триполи.
- 29. јануар – Ан Лушана, вођу побуне и цара Јана, убио је његов син Ан Ћингксу у Луојангу. Наслеђује свог оца, а за заменика поставља Ши Симинга. Војске вође династије Танг су у могућности да поново заузму обе престонице у Чангану и у Луојангу. Побуњеничка војска је принуђена да се повуче на исток..
- 9. март – Снажан земљотрес погодио Палестину и Сирију.
- 26. април – Папа Стефан II умире у Риму након петогодишње владавине, у којој је ослободио папство византијске власти. Стефан се удружује са Пипином III против Лангобарда и постаје први временски суверен Папске државе. Наследио га је брат Павле I, као 93. римски папа.